# Savoy Ballroom
Il Savoy Ballroom, sito ad Harlem, New York City, era un locale da ballo di medie dimensioni (circa 930 m² di pista), in funzione dal 12 marzo 1926 al 10 luglio 1958. Si trovava tra la 140° e la 141° street su Lenox Avenue.

## Storia
Il Savoy fu un popolare locale da ballo, dai tardi anni 1920 agli anni 1950, e vi divennero famosi diversi balli, come il Lindy Hop.
In centro, downtown, era noto come "the Home of Happy Feet" (la casa dei piedi felici), ma ad Harlem, come "the Track" (la pista).
A differenza della politica di ammettere soltanto i bianchi, adottata dal Cotton Club, il Savoy Ballroom consentiva l'accesso sia ai bianchi che alle persone di colore. Ai ballerini più dotati, tuttavia, era riservato l'angolo nord-est della pista da ballo, ora denominato "Cat's Corner", termine però non utilizzato all'epoca.
Vi si tennero famose "Battle of the Bands" (sfide fra gruppi musicali) ed in particolare fra la Benny Goodman Orchestra contro Chick Webb nel 1937, e nel 1938 lo stesso Webb contro la Count Basie Band, che si era esibito la stessa sera con Goodman durante il suo famoso concerto jazz alla Carnegie Hall. La valutazione generale fu che entrambi persero nei confronti di Chick Webb, ma alcuni testimoni dell'epoca propendono per una vittoria di Basie.
La sala da ballo era al secondo piano e occupava un intero isolato. Aveva un doppio palco che poteva ospitare una grande band e una di medie dimensioni. La musica era continua in quanto le due band si alternavano e l'una iniziava a suonare quando l'altra aveva terminato di eseguire il suo pezzo. Il Savoy è stato l'unico locale da ballo ad avere la presenza costante di una élite qualificata dei migliori ballerini. Comunemente noti come "Savoy Lindy Hoppers", si esibirono a livello professionale come Whitey's Lindy Hoppers in produzioni di Broadway e Hollywood.
"Stompin' at the Savoy", classico brano da Big Band e standard jazz del 1934, prese il nome dalla sala da ballo.
Chick Webb è stato il leader della più nota band del Savoy intorno alla metà degli anni 1930. Un'adolescente Ella Fitzgerald, dopo aver vinto un talent show al Teatro Apollo nel 1934, ne divenne la cantante.
Il Savoy partecipò, nel 1939, alla World's Fair di New York, presentando "The Evolution of Negro Dance". La sala da ballo venne chiusa nel 1958, e l'edificio in cui era ospitata venne demolito e sostituito con un complesso residenziale denominato Delano Village.
Il 26 maggio 2002 venne posta una targa commemorativa per il Savoy Ballroom in Lenox Avenue tra la 140° e 141° street. Alla cerimonia erano presenti Frankie Manning e Norma Miller, membri ancora vivi degli Whitey's Lindy Hoppers.